# 로즈 환초

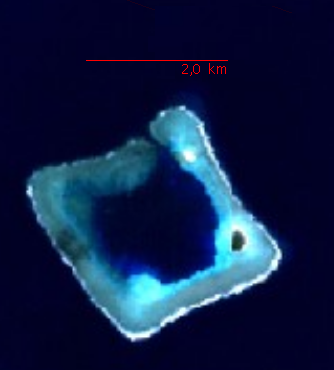
로즈 환초

로즈 환초(Rose Atoll)는 남부 태평양에 있는 환초로, 아메리칸사모아의 마누아 제도에 속하며 미국 영토 중 최남단에 위치한다. 모투오마누(Motu O Manu)라고도 한다. 산호초의 면적은 5km2이며, 동부와 북부에 걸쳐 라저 로즈 섬(larger Rose Island), 샌드 섬(Sand Island)이 존재한다.
섬 주위에는 풍부한 산호초가 퍼져 있으며, 군함조, 흰제비갈매기, 붉은발얼가니새, 흑로 등의 바닷새와 다랑어, 만새기, 새치, 상어, 꼬치고기 등의 바닷물고기 및 대왕조개, 바다나리 등이 서식한다. 또한 멸종 위기종인 푸른바다거북과 매부리바다거북의 서식지로 알려져 있으며, 미국 어류 및 야생동물관리국의 관리를 받고 있다.